# Улекс Галля
У́лекс Га́лля, или Утёсник Га́лля (лат. Ulex gallii) — вид цветковых растений рода Улекс (Ulex) семейства Бобовые (Fabaceae).

## Ботаническое описание
Вечнозелёный низкорослый кустарник 10—50 см высотой, хотя иногда он дорастает до 2 м. Подобно другим представителям рода Улекс, сначала растение имеет трёхраздельные листья, однако потом они редуцируются в мелкие чешуйки либо колючки. Стебли зелёного цвета и почти полностью берут на себя фотосинтетическую функцию листьев.
Цветки жёлтые, 1—2 см длиной, типичного для мотылькового цветка строения. Цветение поздним летом и осенью, редко раньше июля.
Плод — боб, частично закрытый бледно-коричневыми останками цветка.

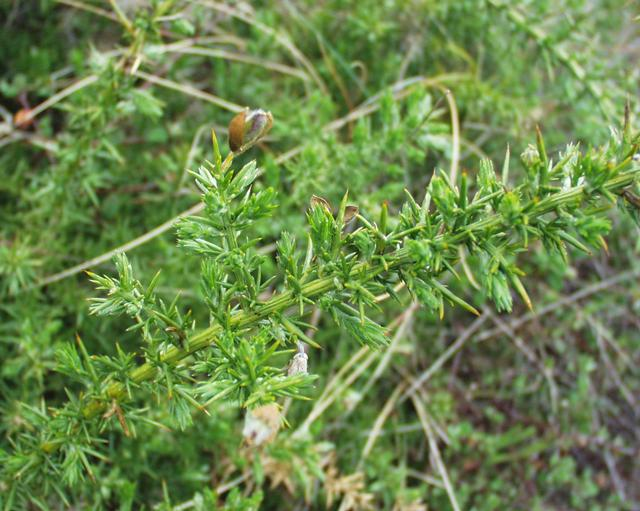
Побеги
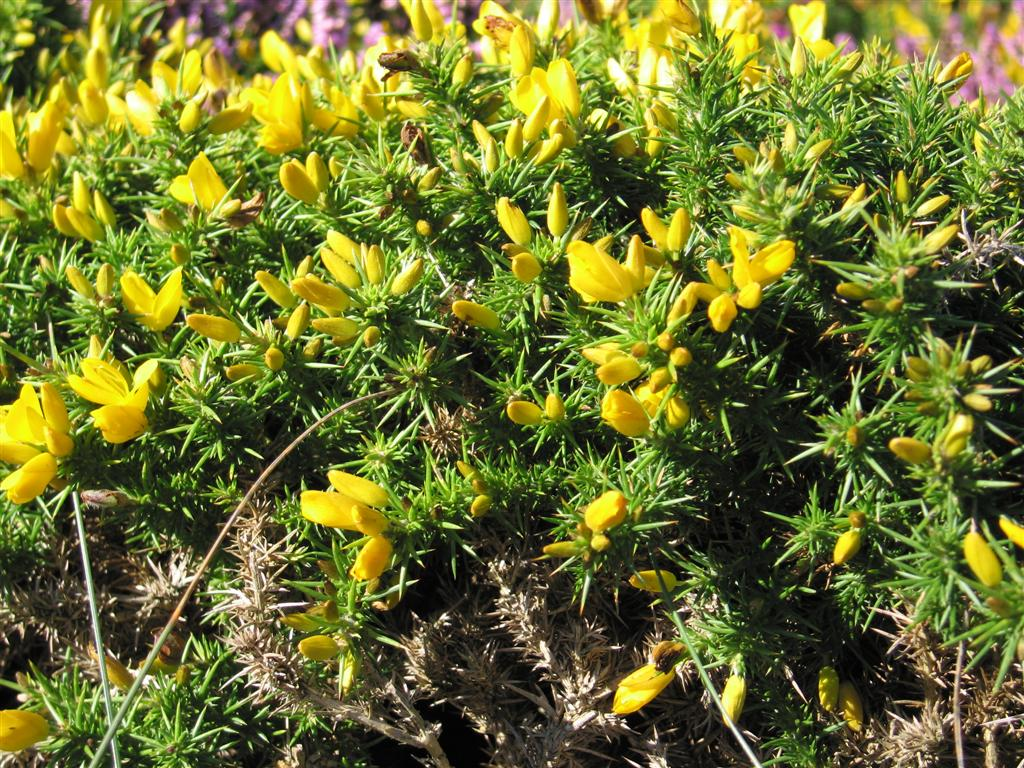
Растения с цветками
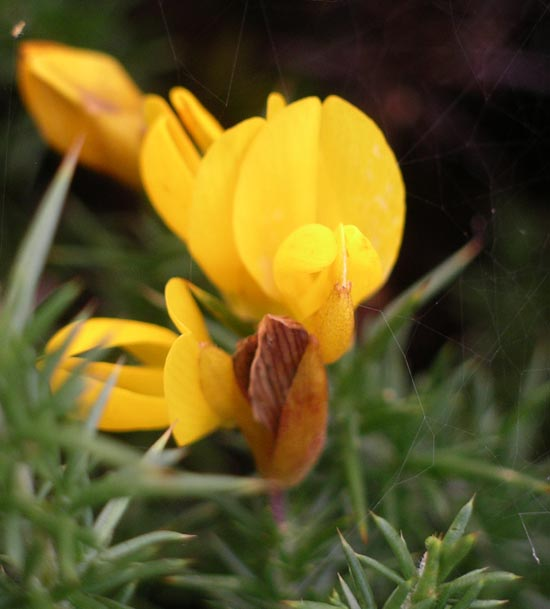
Цветки крупным планом

## Распространение и местообитание
Улекс Галля произрастает на Атлантическом побережье Западной Европы, в его ареал входят южная Шотландия, Англия, Уэльс, Ирландия, остров Мэн, западная Франция и северо-западная Испания.
Растение предпочитает кислую почву и нередко растёт в морских и горных средах обитания. Наиболее часто вид встречается на западе своего ареала; в восточной Англии он растёт в тех же зонах, что и родственный улекс малый (Ulex minor), и ареалы их частично перекрываются.
Как и другие представители рода Улекс, улекс Галля, хотя его наземная часть сгорает, после пожара вновь отрастает от корня. Семена также приспособлены к прорастанию после небольшого контакта с огнём.